# Tamás Tóth
Tamás Tóth (29 de maio de 1989) é um triatleta profissional húngaro.

## Carreira

### Rio 2016
Tamás Tóth competiu na Rio 2016, ficando em 33º lugar com o tempo de 1:50.02.